# 다이아몬드 플랫넘즈
다이아몬드 플랫넘즈(Diamond Platnumz, 1989년 10월 2일 ~ )는 탄자니아 봉고 플라바 레코딩 아티스트 겸 탄자니아 출신의 댄서다. 그는 나이지리아 가수 다비도가 참여한 〈Number One〉을 포함한 여러 히트곡을 가지고 있다. 다이아몬드는 채널 O와 하이피포 뮤직 어워드에서 많은 상을 받았다. 그는 2012년 5월에 열린 빅 브라더 아프리카 7 퇴거 쇼에서 공연을 했다. 다이아몬드는 그의 팬들 사이에서 영향력이 있는 것으로 여겨지고 있으며, 현재 가장 사랑 받고 있는 동아프리카와 중앙아프리카 아티스트로 알려져 있다. 그는 2013년 휴대폰 회사에서 벨소리를 가장 많이 파는 탄자니아 아티스트일 뿐만 아니라 아프리카 대호수 지역 음악 산업에서 가장 많은 수입을 올린 아티스트들 중 한 명으로 여겨진다. 2023년 다이아몬드 플래티넘즈는 최우수 아프리카 아티스트 부문에서 세 번째 MTV EMA를 수상했습니다.